# Föderalismus in den Vereinigten Staaten
Der Föderalismus in den Vereinigten Staaten beschreibt die Beziehungen zwischen der Bundesregierung und den Bundesstaaten der Vereinigten Staaten von Amerika. Er stellt damit einen Teil des föderalen politischen Systems der USA dar.
Die Vereinigten Staaten sind aus dreizehn kleineren autonomen Einheiten entstanden, die teilweise auch heute eigene staatliche Aufgaben erfüllen können. Zu diesen Einheiten gehören die 50 Bundesstaaten und unter besonderen Regelungen der Bundesdistrikt Washington und die abhängigen Außengebiete.
Den Bundesstaaten wird im amerikanischen Rechtsverständnis Teilsouveränität zugestanden, da sie ursprünglich 1776 nach dem Unabhängigkeitskrieg aus den 13 ehemaligen britischen Kolonien hervorgingen. Diese Teilsouveränität zeigt sich darin, dass sie separate Rechtsräume darstellen und getrennte politische Systeme unterhalten. So hat jeder Bundesstaat eine eigene Regierung bestehend aus einer Exekutive, Judikative und Legislative.

## Ursprung
Vor der Verabschiedung der Verfassung der Vereinigten Staaten waren die 13 Kolonien allgemein souverän. Sie hatten sich in einem relativ losen Staatenbund entsprechend den Konföderationsartikeln zusammengeschlossen, wobei die dabei entstandenen supranationalen Institutionen nur geringe Entscheidungsgewalt hatten. Das Scheitern dieser Institutionen war 1787 einer der Hauptgründe für die Schaffung einer neuen gemeinsamen Verfassung und damit eines neuen Bundesstaates im staatsrechtlichen Sinne (1789 in Kraft getreten). Bei den Verfassungsdebatten – ausgetragen insbesondere durch die sogenannten Anti-Federalist und Federalist Papers – bildeten die föderativen Systeme der Alten Eidgenossenschaft, der Republik der Sieben Vereinigten Provinzen und des Heiligen Römischen Reichs wichtige Bezüge.
Der Föderalismus selbst wird in der Verfassung nicht erwähnt, da die souveränen vormaligen Kolonien und die danach entstandenen Bundesstaaten als Grundlage der danach von ihnen gegründeten Vereinigten Staaten angesehen wurden. Entsprechend enthält die Verfassung hauptsächlich Bestimmungen, die diesen Status quo ändern, statt ein ganz neues Staatsgefüge zu beschreiben. Diese Ausgangslage erklärt auch die relative starke Stellung der Bundesstaaten, die sich darin scharf von der Lage zum Beispiel in Deutschland unterscheidet.
Die Gründungsväter gingen in ihren Vorstellungen nach dem Prinzip der Subsidiarität vor, das heißt, dass der Bund nur Kompetenzen in Bereichen erhalten sollte, die nicht von den Bundesstaaten selbst ausgefüllt werden konnten (delegated powers). Dabei waren sie stark von ihren eigenen Erfahrungen nach dem Unabhängigkeitskrieg gefärbt, insbesondere die gegenseitigen Handelsblockaden der Kolonien durch die Errichtung von Ein- und Ausfuhrzöllen und die Entwertung der innerstaatlichen Währungen.

## Charakteristika

### Auf der Bundesebene
Der amerikanische Föderalismus ist besonders darin gekennzeichnet, dass die Verfassung die Gesetzgebungskompetenzen des Bundes sehr genau definiert (enumerated powers). So enthält Artikel 1, Abschnitt 8 der Verfassung eine Liste der Bereiche, in denen der Kongress Gesetze verabschieden kann. Er kann zum Beispiel Steuern erheben, den Handel mit dem Ausland und zwischen den Bundesstaaten regulieren, die Art und den Wert der Währung festlegen, eine Post errichten, Patent- und Urheberrecht bestimmen, Bundesgerichte schaffen und ein Militär verwalten.
Den Kompetenzen des Kongresses sind dabei einige Grenzen gezogen, die auch für den Föderalismus relevant sind. Entsprechend dem 10. Zusatzartikel der Verfassung gehören alle Kompetenzen, die nicht von der Verfassung an den Bund übergeben wurden oder den Bundesstaaten entzogen wurden, den Bundesstaaten oder deren Bevölkerung. Außerdem verbietet der 11. Zusatzartikel, dass Bundesstaaten von Bürgern anderer Bundesstaaten vor Bundesgerichten verklagt werden können.

### Auf der Bundesstaatsebene
Die Verfassung garantiert den Bundesstaaten Autonomie in allen Bereichen, die nicht ausdrücklich dem Bund zustehen. Entsprechend haben alle Bundesstaaten ihr eigenes politisches System und ihre eigenen Verfassungen, ihre eigene Gesetzgebung, ihre eigene ausführende Gewalt und ihre eigene Rechtsprechung. Parallel zum Präsidenten gibt es in jedem Bundesstaat einen Gouverneur und so wie es den Kongress mit Senat und Repräsentantenhaus auf der Bundesebene gibt, existieren in allen Bundesstaaten, bis auf Nebraska, Zwei-Kammern-Parlamente. Sollte eine Neugliederung des Bundesgebiets notwendig sein, so müssen, ähnlich wie in Deutschland, die Bundesstaaten, die von der Neugliederung betroffen sind, dieser zustimmen.
Die strikte Trennung der Kompetenzen ist insbesondere in der amerikanischen Rechtsprechung zu sehen. Jeder Bundesstaat unterhält ein komplettes Rechts- und Gerichtssystem mit erstinstanzlichen, Berufungs- und Obersten Gerichten. Allerdings unterhält auch der Bund ein eigenes Gerichtssystem mit denselben Elementen. Fälle können abhängig von der Rechtsmaterie entweder in den bundesstaatlichen Gerichten oder in den Bundesgerichten verhandelt werden. Die meisten Gerichtsfälle, insbesondere fast alle Zivil- und Strafverfahren werden in den einzelstaatlichen Gerichten verhandelt. Die Bundesgerichte sind dagegen hauptsächlich für bundesrechtliche Fragen zuständig, insbesondere wenn der Fall unter die Rechtshoheit des Bundes fällt. Auch ist die Berufung vom Obersten Gerichtshof eines Bundesstaats nur zum Supreme Court zulässig, und auch nur dann, wenn verfassungsrechtliche Fragen geklärt werden müssen oder der Bundesstaat gegen Bundesrecht verstoßen hat. Eine Auswirkung dieser Autonomie ist, dass es im Allgemeinen in den meisten Bereichen zwischen den Bundesstaaten keine Rechtseinheit gibt.
Neben dieser relativ großen Unabhängigkeit der Bundesstaaten beschränkt die Verfassung aber auch teilweise ihre Rechte in anderen Bereichen. So müssen sie zum Beispiel die Dokumente und Entscheidungen der anderen Staaten gegenseitig anerkennen (engl. full faith and credit). Das heißt zum Beispiel, dass eine Ehe, die in Kalifornien geschlossen wurde, auch in allen anderen 49 Bundesstaaten anerkannt werden muss, oder dass Unterhalt, der in Virginia geschuldet wird, auch in Texas eingetrieben werden kann. Auch müssen sie Personen, die von anderen Bundesstaaten im Rahmen eines Strafverfahrens gesucht werden, an diese ausliefern. Den Bundesstaaten ist es ferner nicht gestattet, ohne Zustimmung des Kongresses Verträge mit anderen Bundesstaaten oder dem Ausland zu schließen, ein eigenes Militär zu unterhalten, in Kriegshandlungen einzutreten oder Zölle zu erheben.

## Zusammenspiel
Der amerikanische Föderalismus ist, im Unterschied zu Deutschland, bewusst nicht kooperativ. Die Zusammenarbeit der Bundesregierung mit den bundesstaatlichen Regierungen ist eher die Ausnahme und findet hauptsächlich bei Katastrophenfällen statt. Insbesondere gibt es keine gemeinsame Zuständigkeit bei der Umsetzung von Gesetzen. Gesetze, die der Kongress verabschiedet hat, werden von der Exekutive des Bundes ausgeführt, nicht von der Exekutive der Bundesstaaten. Ein Beispiel hierfür ist die Steuererhebung. Sowohl die Bundesstaaten (z. B. Umsatzsteuer, Grundsteuer, Gewerbesteuer, teilweise Einkommensteuer) als auch der Bund (z. B. Einkommensteuer, Luxussteuern) erheben Steuern. Steuern werden sowohl auf Bundesstaatsebene durch lokale Behörden und auf Bundesebene durch das Bundesfinanzamt (Internal Revenue Service) getrennt eingezogen. Genauso werden die amerikanische Rente (Social Security) und die teilweise Krankenversicherung (Medicare/Medicaid) zentral in Washington, D.C. verwaltet.
In einigen Ausnahmen hat der Kongress Mittel für Bundesaufgaben bewilligt, die aber von den Bundesstaaten in eigener Verantwortung erledigt werden. Das amerikanische Autobahnsystem (Interstate Highway System) wird größtenteils vom Kongress bezahlt, der Bau aber von den einzelnen daran beteiligten Staaten verwaltet.
Der Transfer von Mitteln (grants-in-aid) vom Bund an die Bundesstaaten zur Erfüllung bestimmter Aufgaben hat in der Vergangenheit auch dazu geführt, dass der Kongress materiefremde Bestimmungen als Bedingung für die Bewilligung stellte. In den Vereinigten Staaten ist der Alkoholkonsum in allen Bundesstaaten nur ab dem 21. Lebensjahr zulässig. Bundesstaaten, die ein geringeres Alter ansetzten, wurden von der Finanzierung ihrer Autobahnen durch den Bund ausgeschlossen. Die frühere nationale Höchstgeschwindigkeit auf 55 mph (88,5 km/h) beruhte auf einer ähnlichen Regelung. Ein letzter Versuch, die Gesetzgebungskompetenz des Kongresses durch solche Taktiken zu vergrößern, schlug 1995 fehl, als der Oberste Gerichtshof feststellte, dass die Befugnis des Kongresses, den Handel zwischen den Bundesstaaten zu regulieren, nicht ausreicht, um bundesweit Schusswaffen auf Schulgeländen zu verbieten.
Besondere Elemente des amerikanischen Föderalismus, insbesondere im letzten Jahrhundert, sind die sogenannten unfunded mandates, Bundesgesetze, die den Bundesstaaten Pflichten auflegen, aber keine Mittel bereitstellen, um diese zu erfüllen. Ein Beispiel hierfür ist ein Bundesgesetz, das von Krankenhäusern und Ambulanzen verlangt, in Notfällen Patienten unabhängig von ihrer Zahlungsfähigkeit zu behandeln (42 U.S.C. § 1395dd). Ebenso verlangt ein anderes Bundesgesetz, dass Unternehmen allgemein Einrichtungen bereitstellen müssen, die auch von Behinderten benutzt werden können. In beiden Fällen ist ein Ersatz der Kosten dieser Maßnahmen durch den Bund nicht vorgesehen.

## Rechtsstellung der Einzelstaaten im Föderalismus
Die einzelnen Bundesstaaten stehen sowohl in einem vertikalen Verhältnis gegenüber dem Bund, als auch in horizontalen Beziehungen mit anderen Staaten, seien es direkte Nachbarn oder über indirekte Wirkungen.

### Verhältnis zwischen Einzelstaaten und der Bundesregierung
Nach der supremacy clause der US-Verfassung geht Bundesrecht dem Landesrecht vor. Andererseits sind alle Bereiche der Regelung der Einzelstaaten vorbehalten, die nicht in der Verfassung ausdrücklich der Bundesregierung zugewiesen sind.
Vor allem seit dem ersten Drittel des 20. Jahrhunderts entstanden daraus unzählige Konflikte im vertikalen Verhältnis zwischen Bund und den Staaten. Es ging typischerweise darum, was der Bund aufgrund welcher Ermächtigung in der Verfassung regulieren dürfe. Als zentrale Norm wurde die interstate commerce clause herausgearbeitet, nach der der Bund den ungehinderten Warenverkehr über Staatsgrenzen regeln darf. Da praktisch alle Güter und Dienstleistungen in den USA auch an Kunden jenseits des eigenen Staates angeboten werden oder angeboten werden können, nahm sich der Bund heraus, weitgehend in Entwurf, Produktion, Vertrieb und Anwendung von Gütern, sowie Angebot und Ausführung von Dienstleistungen einzugreifen.
Seitdem Grundfragen durch den Supreme Court of the United States geklärt wurden, hat sich eine weitgehende Tendenz in Rechtswissenschaft und Praxis etabliert, verbleibende und neu auftretende Konflikte politisch zu lösen und in der Regel nicht dem Gericht zu übertragen. Das Feld der Politik bietet über Mittelwege, Ausgleich und Kompromisse eine größere Vielfalt der Konfliktlösung als Gerichtsurteile. Das steht gelegentlichen Prozessen vor dem Supreme Court nicht im Wege, in denen über die Rechtmäßigkeit von Bundesgesetzen wegen unklarer Ermächtigung in der Verfassung gestritten wird. Kläger sind hier in der Praxis aber nicht mehr wie früher die Bundesstaaten direkt, sondern Private, die ein Bundesgesetz zu Fall bringen wollen und seine Rechtsgrundlage in Form der Ermächtigung angreifen.

### Verhältnis zwischen den Bundesstaaten
Dem Grundsatz nach ist jeder Einzelstaat der Vereinigten Staaten souverän oder quasi-souverän in Bezug auf die in der Verfassung und der Praxis durch die Staaten zu regelnden Felder. Tatsächlich können aber Regulierungen eines Bundesstaates in vielfältigen Formen horizontale Wirkungen in anderen Staaten entfalten.
Schon kurz nach dem Zweiten Weltkrieg waren die Wirtschaftsbeziehungen zwischen den Staaten so weit verflochten, dass Anreize zur Vereinheitlichung von Gesetzen entstanden. Die zentrale Norm in diesem Zusammenhang ist der Uniform Commercial Code, das Kaufrecht. Sein Kern ist in allen 50 Bundesstaaten identisch, wobei Öffnungsklauseln den Einzelstaaten einige Bereiche zugestehen, in denen sie von den Grundsätzen abweichen können. Diese einheitlichen Gesetze decken aber nur kleine Teile des Rechts der Einzelstaaten ab. Es bleiben große Felder, in denen die Staaten ihre Angelegenheiten regeln. Viele davon entfalten gewollt oder ungewollt Wirkungen auch jenseits ihrer Grenzen.
Direkte Wirkungen waren etwa die Emissions- und Verbrauchsgrenzwerte, die Kalifornien erstmals Ende der 1970er Jahre für alle in diesem Staat verkaufte Autos einführte und seitdem mehrfach verschärfte. Kalifornien hat keine Autoindustrie, so dass sich die Hersteller mit ihrem Schwerpunkt in Michigan an die kalifornischen Richtlinien halten mussten, wenn sie ihre Autos auch weiterhin im größten und wirtschaftsstärksten Bundesstaat anbieten wollten. Auf diesem Weg kamen die strengeren Grenzwerte aber allen Bürgern in den gesamten USA zugute, weil die Hersteller ihre sparsameren und saubereren Fahrzeuge überall verkauften.
Indirekte Wirkungen ergaben sich zum Beispiel, als der große Bundesstaat Texas seine Schullehrpläne konservativ änderte und entsprechende Schulbücher in Auftrag gab. Andere Staaten konnten jetzt entweder ebenfalls diese konservativen Schulbücher einsetzen oder mussten bei kleineren Verlagen teurere Bücher kaufen, weil die Skaleneffekte der großen Nachfrage aus Texas dann wegfielen.
Aber auch die Abwesenheit von Regulierung wirkt sich auf andere Staaten aus. In den 1960er Jahren litt West Virginia unter Abgasen und massivem Staub aus einem Kohlekraftwerk, das in Ohio, nahe der Grenze errichtet worden war. Ohio sah keinen Grund für strengere Regulierungen, denn die vorherrschenden Winde ließen ihre Bürger unbeeinträchtigt von den Emissionen. Dieser Fall gilt als der zentrale Auslöser für eine Reform des Bundesgesetzes zum Schutz der Luft, dem Clean Air Act von 1970.
Andererseits stellte New York City fest, dass eine große Zahl an Kriminellen Waffen besaßen und einsetzten, die in Georgia gekauft worden waren. Wegen dessen sehr liberalen Waffengesetzen konnte dort fast jedermann Waffen erwerben, ohne dass der Weiterverkauf eingeschränkt war. Verdeckte Ermittler der Polizei von New York konnten in Georgia Waffen kaufen, obwohl sie offen sagten, dass sie die Waffen nach New York bringen wollten und sie diese dort nicht kaufen oder besitzen durften. Daraufhin wollte New York City in einem New Yorker Gericht das Haftungsrecht des Staates New York anwenden und den Händler aus Georgia für alle Schäden haftbar machen, die mit bei ihm gekauften Waffen in New York angerichtet worden waren.
Die Lösung dieser und ähnlicher Konflikte zwischen den Staaten ist heftig umstritten. Die amerikanische Rechtswissenschaft geht überwiegend davon aus, dass solche Wirkungen über Staatsgrenzen unerwünscht seien und die durch sie entstehenden Streitigkeiten durch die Gerichte entschieden werden sollten.
Eine neuere und sich bisher in der Minderheit befindende Meinung möchte die Erfahrungen aus dem vertikalen Verhältnis zwischen Einzelstaaten und Bundesregierung auch auf horizontale Konflikte anwenden. Demnach sollten die Konflikte vorrangig auf der politischen Bühne durch Verhandlungen und Kompromisse gelöst werden. Können die beteiligten Staaten untereinander keine Lösungen finden, besteht auch die Option, dass der Kongress der Vereinigten Staaten den Konflikt auf die Bundesebene zieht und dort regelt. Letzteres wird in der US-Verfassung ausdrücklich in der Full Faith and Credit Clause geregelt.
Der Vorteil wäre wie bei den vertikalen Konflikten, dass die Beteiligten gezwungen wären, sich mit den Positionen des jeweils anderen auseinanderzusetzen. Angesichts der verfestigten Verhältnissen in blauen und roten Staaten würden sich diese ansonsten zu sehr in ihrem eigenen Lager bewegen und hätten kaum Kontakte und noch weniger Ausgleich. Gerichte würden hingegen Gewinner und Verlierer produzieren und keine Kompromisse erreichen.
In der Praxis haben Gerichte Grundsätze etabliert, durch die direkte Diskriminierung im Wirtschaftsverkehr mit anderen Einzelstaaten unterbunden wird. Seit 1945 erkennt der Supreme Court auch die Realität der Wirkung über Staatsgrenzen an. Es greift dazu auf die Rechtsstaatsgarantie der Due Process Clause zurück und gewährt im Einzelfall Rechtsschutz gegen Regulierungen in anderen Staaten. Dabei hat es sich aber zurückgehalten und bietet nur geringe Anreize, Klagen zu erheben. So bleibt der Raum für die Politik eröffnet.

## Debatten
In den Vereinigten Staaten wird seit ihrer Gründung über das genaue Ausmaß des Föderalismus und damit der Kompetenzgrenzen zwischen Bund und Bundesstaaten diskutiert. Ab Ende der 1820er Jahre versuchten Andrew Jackson und seine politischen Erben, durch das Konzept der Jacksonian Democracy die Macht der US-Bundesregierung zurückzudrängen.
Im Sezessionskrieg entluden sich die anhaltenden Spannungen über die Frage der Machtverteilung zwischen Bund und Bundesstaaten. Viele sehen heute als Kriegsgrund sowohl die Ablehnung der Kompetenz des Bundes, Sklaverei zu regulieren, als auch das Verständnis, dass Bundesstaaten freiwillig den Vereinigten Staaten beigetreten sind und entsprechend auch wieder austreten können. Als Ergebnis des Krieges folgte eine weitere Festigung der zentralen Bundesregierung und ein klares Verständnis, dass Staaten den Bund nur mit seiner Zustimmung verlassen können.
Zur Zeit der Weltwirtschaftskrise gab es eine weitere heftige Debatte darüber, inwieweit die Bundesregierung Initiativen zum Wirtschaftsaufschwung beschließen konnte, da die Wirtschaftspolitik zuvor immer Aufgabe der einzelnen Staaten war. Diesen Fragen folgten eine lange Reihe von Gerichtsfällen, die schließlich zur Feststellung des Obersten Gerichtshofs führten, dass der Kongress durchaus diese Befugnis hat.
Besonders bemerkenswerte Diskussionen bestehen zum Beispiel beim Abtreibungsrecht, das bis Roe v. Wade (1973) von den Bundesstaaten einzeln geregelt wurde, oder die Frage der gleichgeschlechtlichen Ehe, bei der insbesondere im Präsidentschaftswahlkampf 2004 Rufe nach einer Einbettung des traditionellen Ehebegriffs in die Bundesverfassung laut wurden.
Die dramatischen Ereignisse nach der Präsidentschaftswahl in den Vereinigten Staaten 2020, die in der von Donald Trump kommunizierten Verschwörungstheorie der Big Lie („Große Lüge“) ihren Anfang nahmen und im Sturm auf das Kapitol in Washington 2021 ihren Höhepunkt fanden, können laut der Politologin Jenna Bednar und dem Juristen Mariano-Florentino Cuéllar auch unter dem Aspekt der widerstreitenden Kompetenzen von Bund und Bundesstaaten gesehen werden. So haben die Verschwörer versucht, über die Wahlmänner des Electoral College eine Amtsübergabe an den President-elect zu verhindern. Hierzu hatten sie den Hebel auf der Ebene der Bundesstaaten angesetzt, denn dort werden die das lokale Ergebnis der Präsidentschaftswahl bestätigenden Wahlmänner für das Electoral College ausgesucht. Weil die republikanischen Offiziellen der State Legislatures („Staatsparlament“) sich diesem Ansinnen verweigerten und an der Festlegung der Wahlmänner auf Grundlage der offiziellen Stimmenauszählung festhielten, blieb die Mehrheit für Joe Biden im Electoral College gewahrt.